# Tlahualilo
Tlahualilo é um município do estado de Durango, no México.

## Demografia
O censo populacional de 2000 estimou uma população de 19,918 habitantes, sendo 11,295 mulheres e 11,600 homens.